# Nacho Fernández
José Ignacio Fernández Iglesias (phát âm tiếng Tây Ban Nha: [xoˈse jɣˈnaθjo feɾˈnandeθ iˈɣlesjas]; sinh ngày 18 tháng 1 năm 1990), thường được biết đến với tên gọi Nacho Fernández hay Nacho (phát âm tiếng Tây Ban Nha: [ˈnatʃo]), là một cầu thủ bóng đá chuyên nghiệp người Tây Ban Nha hiện đang thi đấu ở vị trí trung vệ hoặc hậu vệ biên cho câu lạc bộ Saudi Pro League Al Qadsiah và đội tuyển bóng đá quốc gia Tây Ban Nha.

## Sự nghiệp câu lạc bộ
Sinh ra tại Madrid, Nacho tham gia đội trẻ của Real Madrid ở tuổi 11. Anh đã có màn ra mắt với đội trẻ của Real Madrid ở mùa giải 2008-2009, chơi hai trận ở Segunda División B và sau đó xuất hiện trong hai mùa giải nữa.
Ngày 23 tháng 4 năm 2011 Nacho tham gia trận đấu đầu tiên cùng đội bóng của anh - tại La Liga - lần đầu tiên, bắt đầu từ vị trí hậu vệ cánh trái trong chiến thắng 3-6 trước Valencia CF, và chơi trong toàn bộ trận đấu. Anh có trận đấu thứ hai cho đội một tuần sau, trong trận thua Real Zaragoza 2-3 tại sân nhà.

## Thống kê sự nghiệp

### Câu lạc bộ
Tính đến 30 tháng 5 năm 2025
| Câu lạc bộ           | Mùa giải            | Giải đấu            | Giải đấu | Giải đấu | Cúp quốc gia | Cúp quốc gia | Châu lục | Châu lục | Khác | Khác | Tổng cộng | Tổng cộng |
| Câu lạc bộ           | Mùa giải            | Hạng đấu            | Trận     | Bàn      | Trận         | Bàn          | Trận     | Bàn      | Trận | Bàn  | Trận      | Bàn       |
| -------------------- | ------------------- | ------------------- | -------- | -------- | ------------ | ------------ | -------- | -------- | ---- | ---- | --------- | --------- |
| Real Madrid Castilla | 2008–09             | Segunda División B  | 2        | 0        | —            | —            | —        | —        | —    | —    | 2         | 0         |
| Real Madrid Castilla | 2009–10             | Segunda División B  | 21       | 1        | —            | —            | —        | —        | —    | —    | 21        | 1         |
| Real Madrid Castilla | 2010–11             | Segunda División B  | 30       | 0        | —            | —            | —        | —        | 2    | 0    | 32        | 0         |
| Real Madrid Castilla | 2011–12             | Segunda División B  | 33       | 3        | —            | —            | —        | —        | 4    | 0    | 37        | 3         |
| Real Madrid Castilla | 2012–13             | Segunda División    | 19       | 0        | —            | —            | —        | —        | —    | —    | 19        | 0         |
| Real Madrid Castilla | Tổng cộng           | Tổng cộng           | 105      | 4        | —            | —            | —        | —        | 6    | 0    | 111       | 4         |
| Real Madrid          | 2010–11             | La Liga             | 2        | 0        | 0            | 0            | 0        | 0        | —    | —    | 2         | 0         |
| Real Madrid          | 2011–12             | La Liga             | 0        | 0        | 1            | 0            | 0        | 0        | 0    | 0    | 1         | 0         |
| Real Madrid          | 2012–13             | La Liga             | 9        | 0        | 3            | 0            | 1        | 0        | 0    | 0    | 13        | 0         |
| Real Madrid          | 2013–14             | La Liga             | 12       | 0        | 4            | 0            | 3        | 0        | —    | —    | 19        | 0         |
| Real Madrid          | 2014–15             | La Liga             | 14       | 1        | 2            | 0            | 6        | 0        | 0    | 0    | 22        | 1         |
| Real Madrid          | 2015–16             | La Liga             | 16       | 0        | 1            | 0            | 5        | 1        | —    | —    | 22        | 1         |
| Real Madrid          | 2016–17             | La Liga             | 28       | 2        | 5            | 1            | 4        | 0        | 2    | 0    | 39        | 3         |
| Real Madrid          | 2017–18             | La Liga             | 27       | 3        | 6            | 0            | 8        | 1        | 1    | 0    | 42        | 4         |
| Real Madrid          | 2018–19             | La Liga             | 20       | 0        | 5            | 0            | 5        | 0        | 0    | 0    | 30        | 0         |
| Real Madrid          | 2019–20             | La Liga             | 6        | 1        | 3            | 1            | 1        | 0        | 0    | 0    | 10        | 2         |
| Real Madrid          | 2020–21             | La Liga             | 24       | 1        | 0            | 0            | 8        | 0        | 1    | 0    | 33        | 1         |
| Real Madrid          | 2021–22             | La Liga             | 28       | 3        | 3            | 0            | 9        | 0        | 2    | 0    | 42        | 3         |
| Real Madrid          | 2022–23             | La Liga             | 27       | 1        | 5            | 0            | 8        | 0        | 4    | 0    | 44        | 1         |
| Real Madrid          | 2023–24             | La Liga             | 29       | 0        | 2            | 0            | 12       | 0        | 2    | 0    | 45        | 0         |
| Real Madrid          | Tổng cộng           | Tổng cộng           | 242      | 12       | 40           | 2            | 70       | 2        | 12   | 0    | 364       | 16        |
| Al Qadsiah           | 2024–25             | Saudi Pro League    | 31       | 0        | 5            | 0            | —        | —        | —    | —    | 36        | 0         |
| Tổng cộng sự nghiệp  | Tổng cộng sự nghiệp | Tổng cộng sự nghiệp | 378      | 16       | 45           | 2            | 70       | 2        | 18   | 0    | 511       | 20        |

1. 1 2  Số lần ra sân tại Segunda División B play-offs
2. 1 2 3 4 5 6 7 8 9 10 11 12  Số lần ra sân tại UEFA Champions League
3. 1 2  Số lần ra sân tại FIFA Club World Cup
4. 1 2 3  Số lần ra sân tại Supercopa de España
5. ↑  Hai lần ra sân tại Supercopa de España, hai lần ra sân tại FIFA Club World Cup

### Quốc tế

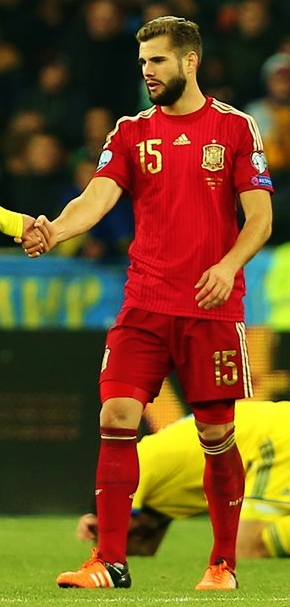
Nacho trong màu áo Tây Ban Nha năm 2015

Tính đến 14 tháng 7 năm 2024
| Đội tuyển   | Năm       | Số trận | Số bàn |
| ----------- | --------- | ------- | ------ |
| Tây Ban Nha | 2013      | 1       | 0      |
| Tây Ban Nha | 2015      | 1       | 0      |
| Tây Ban Nha | 2016      | 5       | 0      |
| Tây Ban Nha | 2017      | 7       | 0      |
| Tây Ban Nha | 2018      | 8       | 1      |
| Tây Ban Nha | 2023      | 2       | 0      |
| Tây Ban Nha | 2024      | 5       | 0      |
| Tổng cộng   | Tổng cộng | 29      | 1      |

### Bàn thắng quốc tế
Tỷ số Tây Ban Nha viết trước.
| STT | Ngày                | Sân                                    | Trận thứ | Đối thủ    | Bàn thắng | Tỷ số | Khuôn khổ           |
| --- | ------------------- | -------------------------------------- | -------- | ---------- | --------- | ----- | ------------------- |
| 1   | 15 tháng 6 năm 2018 | Sân vận động Fisht Olympic, Sochi, Nga | 18       | Bồ Đào Nha | 3–2       | 3–3   | FIFA World Cup 2018 |

## Danh hiệu
Real Madrid Castilla
- Segunda División B: 2011–12

Real Madrid
- La Liga: 2011–12, 2016–17, 2019–20, 2021–22, 2023–24[8]
- Copa del Rey: 2013–14, 2022–23
- Supercopa de España: 2012, 2017, 2019–20, 2021–22,[9] 2023–24
- UEFA Champions League: 2013–14, 2015–16, 2016–17, 2017–18, 2021–22, 2023–24
- UEFA Super Cup: 2014, 2016, 2017, 2022
- FIFA Club World Cup: 2014, 2016, 2017, 2018[10], 2022

U-17 Tây Ban Nha
- UEFA European Under-17 Championship: 2007
- FIFA U-17 World Cup á quân: 2007

U-21 Tây Ban Nha
- UEFA European Under-21 Championship: 2013

Tây Ban Nha
- UEFA European Championship: 2024[11]
- UEFA Nations League: 2022–23